# 대한민국 상법 제386조
대한민국 상법 제386조는 이사의 결원의 경우에 대한 상법 회사법의 조문이다.

## 조문
제386조 (결원의 경우) (1) 법률 또는 정관에 정한 이사의 원수를 결한 경우에는 임기의 만료 또는 사임으로 인하여 퇴임한 이사는 새로 선임된 이사가 취임할 때까지 이사의 권리의무가 있다.

(2) 제1항의 경우에 필요하다고 인정할 때에는 법원은 이사, 감사 기타의 이해관계인의 청구에 의하여 일시이사의 직무를 행할 자를 선임할 수 있다. 이 경우에는 본점의 소재지에서 그 등기를 하여야 한다.

第386條 (缺員의 境遇) ① 法律 또는 定款에 定한 理事의 員數를 缺한 境遇에는 任期의 滿了 또는 辭任으로 因하여 退任한 理事는 새로 選任된 理事가 就任할 때까지 理事의 權利義務가 있다.
②第1項의 境遇에 必要하다고 認定할 때에는 法院은 理事, 監事 其他의 利害關係人의 請求에 依하여 一時 理事의 職務를 行할 者를 選任할 수 있다. 이 境遇에는 本店의 所在地에서 그 登記를 하여야 한다.

## 사례
- 한국거래소 이사장의 거취가 확정되지 않아, 임기가 만료됐거나 만료가 임박한 임원이 절반을 넘는데도 후속 인사를 못하고 있는데도 임기가 만료된 지 1달이 지났지만 내부적으로 임원 인사에 대한 논의가 전무한 상황에 거래소는 상법 제386조에 따라 현재 임기가 만료된 임원들도 기존의 직무를 그대로 수행하고 있다[1].

## 판례

### 수인의 이사가 동시에 퇴임하는 경우와 상법 제386조 제1항의 적용
상법 제386조 제1항은 “법률 또는 정관에 정한 이사의 원수를 결한 경우에는 임기의 만료 또는 사임으로 인하여 퇴임한 이사는 새로 선임된 이사가 취임할 때까지 이사의 권리의무가 있다”고 규정하고 있는바, 수인의 이사가 동시에 임기의 만료나 사임에 의하여 퇴임함으로 말미암아 법률 또는 정관에 정한 이사의 원수(최저인원수 또는 특정한 인원수)를 채우지 못하게 되는 결과가 일어나는 경우, 특별한 사정이 없는 한, 그 퇴임한 이사 전원은 새로 선임된 이사가 취임할 때까지 이사로서의 권리의무가 있다고 봄이 상당하다.